# Droga Izabeli
Droga Izabeli (dawniej niem. Puhu - Strasse) – górska droga gruntowa w Masywie Śnieżnika, w gminie Stronie Śląskie, (powiat kłodzki) droga o znaczeniu historycznym i gospodarczym.
Gruntowa droga leśna w Sudetach Wschodnich, na obszarze Masywu Śnieżnika, prowadząca przez teren Śnieżnickiego Parku Krajobrazowego. 
Droga Izabeli zaczyna się na Przełęczy Puchaczówka na wysokości 860 m n.p.m. i prowadzi w kierunku zachodnim trawersując północne i zachodnie zbocze Czarnej Góry oraz zachodnie zbocze Jaworowej Kopy. Na wysokości 924 m n.p.m. na północno-zachodnim zboczu Czarnej Góry dochodzi do niej Droga Albrechta. Od skrzyżowania z Drogą Albrechta droga skręca na południe i przechodzi pomiędzy Czarną Górą i Jaworową Kopą po wschodniej stronie oraz wzniesieniem Przednia po zachodniej stronie, gdzie na poziomie  (960 m n.p.m.) osiąga najwyższą wysokość. Na skrzyżowaniu poniżej Przełęczy pod Jaworową Kopą od drogi odchodzi droga dojazdowa do przekaźnika telewizyjnego na Czarnej Górze a dalej jako gruntowa droga dochodzi do doliny potoku Bogoryja i doliną wzdłuż potoku Bogoryja droga  prowadzi do Międzygórza. Droga prowadzi głównie wśród lasów świerkowych i świerkowo – bukowych, które w górnej partii pod koniec XX wieku zniszczyła klęska ekologiczna a Droga Izabeli zyskała na atrakcyjności, ponieważ odsłoniły się przepiękne widoki na Czarną Górę, Śnieżnik i dalsze szczyty Masywu Śnieżnika.
Droga Izabeli w przeszłości znajdowała się w obrębie posiadłości księżniczki Marianny Orańskiej (małżonki księcia pruskiego Fryderyka Henryka Albrechta Hohenzollerna), które obejmowały sporą część Masywu Śnieżnika. W tym czasie na dużą skalę rozbudowywano Międzygórze i w związku z tym projektowano drogi na potrzeby rozwijającej się turystyki. Drogę Izabeli podobnie jak pozostałe leśne dukty w Masywnie Śnieżnika wybudowano w XIX wieku na polecenie księżnej Marianny Orańskiej. Trakt ten stanowił popularne wówczas połączenie Międzygórza z Przełęczą Puchaczówka a następnie ze Stroniem Śląskim i Lądkiem-Zdrój.
Odcinek drogi od Przełęczy Puchaczówka do drogi odchodzącej do przekaźnika telewizyjnego na Czarnej Górze jest pokryty asfaltem, pozostały odcinek drogi jest gruntowy.